# Statistiche e record del Rende Calcio 1968
Nella presente pagina sono riportate le statistiche nonché record riguardanti il Rende calcio, società calcistica italiana con sede a Rende.

## Partecipazioni ai campionati
| Livello | Categoria                       | Partecipazioni | Debutto   | Ultima stagione | Totale |
| ------- | ------------------------------- | -------------- | --------- | --------------- | ------ |
| 3º      | Serie C1                        | 5              | 1979-1980 | 1983-1984       | 5      |
| 4º      | Serie D                         | 5              | 1976-1977 | 2016-2017       | 9      |
| 4º      | Serie C2                        | 7              | 1978-1979 | 2006-2007       | 9      |
| 5º      | Serie D                         | 2              | 2003-2004 | 2013-2014       | 10     |
| 5º      | Campionato Interregionale       | 5              | 1987-1988 | 1991-1992       | 10     |
| 5º      | Campionato Nazionale Dilettanti | 3              | 1997-1998 | 1999-2000       | 10     |

Dei 44 campionati disputati dai biancorossi 12 sono stati a livello professionistico con 5 anni in C1 e 7 in C2, mentre i restanti 26 sono stati a livello dilettantistico con 12 campionati nazionali e 15 regionali.
- Campionati di Eccellenza Calabrese = 12
- Campionati di Promozione Calabrese = 3
- Campionati di Prima Categoria = 2
- Campionati di Seconda Categoria = 1
- Campionati di Terza Categoria = 1

## Statistiche di squadra
| Record di punteggio - Vittoria interna più larga: Rende-Fortitudo Lamezia 10-0 (2007/08) - Vittoria esterna più larga: San Fili-Rende 1-5 (2007/08) - Sconfitta interna più larga: Rende-Foligno 1-6 (1983/84) - Sconfitta esterna più larga: Casarano-Rende 6-0 (1983/84) - Pareggio con più gol: Rende-Celano 3-3 (2006/07) - Partite con più gol: Rende-Catanzaro Lido 10-1 (1992/93) | Record di spettatori - Allo Stadio San Vito: Rende-Cosenza, 12000, 2003-2004 - Allo Stadio San Vito: Rende-Taranto, 10000, 2005-2006 - Allo Stadio Lorenzon: Rende-Cosenza, 8000, 1978-1979 - Allo Stadio Lorenzon: Rende-Manfredonia, 5000, 2004-2005 |

| Record stagionali in campionato - Record di vittorie consecutive: 13 (2007/08) - Maggior numero di risultati utili consecutivi: 28 (2007/08) - Minor numero di sconfitte in una stagione: 0 (1975/76 - 1979/80) - Maggior numero di gol in una stagione: 90 (2007/08) - Minor numero di gol subiti in una stagione: 20 (2007/08) - Maggior differenza reti: +70 (2007/08) - Serie positiva più lunga in casa: 32 partite dal 1º aprile 2007 al 21 marzo 2009 - Minor punteggio in una stagione: 21 (1985/86) - Serie negativa più lunga: 9 partite (2006/2007) - Miglior piazzamento in C1: 8° (1980/81) - Miglior piazzamento in C2: 1° (1978/79) - Miglior piazzamento in D: 1° (2003/2004) - Miglior piazzamento in Eccellenza: 1° (1996/97) - (2002/03) - Miglior piazzamento in Promozione: 1° (1975/1976) - Miglior piazzamento in Prima Categoria: 1° (2007/08) - Peggior piazzamento in C1: 18° (1983/84) - Peggior piazzamento in C2: 18° (2006/07) - Peggior piazzamento in D: 18° (1991/92)-(1997/98)-(1999/2000) - Peggior piazzamento in Eccellenza: 10° (1992/93) | Record stagionali in Coppa Italia - Miglior piazzamento in Coppa Italia: 1º turno (2006/07) - Miglior piazzamento in Coppa Italia serie C: ottavi di f. (2006/07) - Miglior piazzamento in Coppa Italia regionale: vincitore (1993/94) - Miglior piazzamento in Coppa Italia Prima Categoria = vincitore (2007/08) |

### Serie C2
| Stagione | POS | Pt | G  | V  | N  | P  | GF | GS | Note                  |
| -------- | --- | -- | -- | -- | -- | -- | -- | -- | --------------------- |
| 1978/79  | 1ª  | 44 | 34 | 15 | 14 | 5  | 37 | 23 | Promosso in C1        |
| 1984/85  | 7ª  | 34 | 34 | 10 | 14 | 10 | 30 | 32 |                       |
| 1985/86  | 11ª | 33 | 34 | 13 | 7  | 14 | 34 | 39 |                       |
| 1986/87  | 16ª | 28 | 34 | 7  | 14 | 13 | 30 | 37 | Retrocesso in Serie D |
| 2004/05  | 11ª | 43 | 34 | 11 | 10 | 13 | 31 | 39 |                       |
| 2005/06  | 3ª  | 55 | 34 | 15 | 10 | 9  | 43 | 36 | Finale Play-Off       |
| 2006/07  | 18ª | 30 | 34 | 7  | 9  | 18 | 35 | 54 | Retrocesso in Serie D |

| Serie C2 - Campionati disputati 7 - Partite giocate 238 - Vittorie 78 - Pareggi 78 - Sconfitte 82 - Gol Fatti 239 - Gol Subiti 260 - Gare di play-off 4 - Vittorie 1 - Pareggi 2 - Sconfitte 1 - Gol Fatti 3 - Gol Subiti 3 - Gare ai supplementari 0 | Record Serie C2 - Miglior piazzamento 1° (1978-79) - Maggior numero di punti 55 (2005-06) - Maggior numero di vittorie 15 (1978-79 - (2005-06) - Maggior numero di pareggi 14 (1978-79) - Maggior numero di sconfitte 18 (2006-07) - Maggior numero di gol fatti 43 (1978-79) - Maggior numero di gol subiti 54 (2006-07) - Peggior piazzamento 18° (2006-07) - Minor numero di punti 28 (1986-87) - Minor numero di vittorie 7 2006-07) - Minor numero di pareggi 7 (1986-87) - Minor numero di sconfitte 5 (1978-79) - Minor numero di gol fatti 30 (1986-87) - Minor numero di gol subiti 23 (1978-79) - Vittoria più larga in casa Rende - Taranto 7-1 (Coppa Italia Serie C 2004-2005) / Rende - Vittoria 6-0 (Coppa Italia Serie C 2005-2006) - Vittoria più larga in trasferta Cosenza - Rende 0-5 (Coppa Italia Semiprofessionisti 1980-1981) - Sconfitta più pesante in casa Rende - Foligno 1-6 (Coppa Italia Serie C 1984-1985) - Sconfitta più pesante in trasferta Nissa - Rende 5-0 (1984-85) - Miglior marcatore Franco De Brasi 37 gol - Miglior marcatore in una stagione Alessio Galantucci 17 gol (2005-06) |

## Statistiche individuali
| Record di presenze 1. Germano Filice - 208 (1991/1996, 2008/2009) 2. Franco De Brasi - 164 (1974/8, 1986/87) 3. Roberto Occhiuzzi - 132 (2003/2007) 4. Giorgio Nasuelli - 122 (1978/1980, 1981/1982) 5. Alessandro Riolo - 98 (2000/2007) 6. Lorenzo Intrieri - 92 (1986/1990) 7. Antonio Chiappetta - 91 (1985/1990) 8. Salvatore Melfi - 85 (2001/2004) 9. Ivan Carmelo Moschella - 83 (2003/2006) 10. Massimo Morelli - 82 (2004/2007) | Reti totali 1. Franco De Brasi - 122 (1974/78, 1986/87) 2. Marcello Provenzano - 47 (2007/-) 3. Alessio Galantucci - 29 (2004/2006) (2007) 4. Riccardo Petrucci - 23 (1983/1986) 5. Roberto Occhiuzzi 21 (2003/2007) In neretto i giocatori ancora in attività nel Rende |